# 목포운수
목포운수(木浦運輸)는 전라남도 목포시 영산로 632 (석현동)에 있는 전라남도의 시내버스 업체이다. 계열사로는 서울특별시의 시내버스 업체인 신흥운수와 서울특별시의 마을버스 업체인 은성운수, 양정운수, 한강운수가 있다.

## 운행 노선

### 간선버스
- ● 1번 : 해양대 ~ 오룡주차장 (낙조대, 부주산입구 경유)
- ● 2번 : 해양대 ~ 오룡주차장 (동부시장 경유)
- ● 2-1번 : 해양대 ~ 오룡주차장 (포미타운 경유)

## 보유 차량
현대자동차
- 현대 그린시티
- 뉴 슈퍼에어로시티
- 현대 저상 뉴 슈퍼 에어로시티

## 같이 보기
- 신흥운수